# Melodifestivalen 1989
Das Melodifestivalen 1989 war der schwedische Vorentscheid für den Eurovision Song Contest 1989. Es war die 29. Ausgabe des von der öffentlich-rechtlichen Rundfunkanstalt Sveriges Television veranstalteten Wettbewerbs. Tommy Nilsson gewann mit seinem Lied En dag.

## Format

### Konzept
Im Gegensatz zum seit 1982 genutzten System, dass ein zweiteiliges Finale vorsah, wurde wieder zu einem einteiligen Finale zurückkehrt, in dem alle Beiträge gleichermaßen bewertet wurden. Erneut stimmten dabei im Finale elf Jurygruppen ab. Diese waren erstmals paritätisch je zur Hälfte aus Männern und Frauen besetzt. Fünf der Juroren mussten dabei, unabhängig vom Geschlecht, zwischen 16 und 25 Jahre alt sein, die anderen Juroren stammten aus der Altersgruppe 26 bis 60 Jahre. Zudem mussten fünf der Jurymitglieder Bürger sein, während die anderen fünf musikalische Expertise besitzen mussten. Analog zum Eurovision Song Contest kam auch beim diesjährigen Melodifestivalen das Douze Points-Punkteschema zum Einsatz. Der favorisierte Beitrag erhielt dabei 12 Punkte, absteigend erhielten die restlichen Beiträge 10 Punkte und 8 Punkte bis 1 Punkt, sodass alle Beiträge von jeder Jury Wertungen erhielt.

### Beitragswahl
Wie in den Vorjahren konnten wieder Beiträge an Sveriges Television geschickt werden. Die finale Auslosung der Teilnehmer und Beiträge oblag dabei bei SVT, im Gegensatz zu den Vorjahren, in denen ein Musikverlag an der Entscheidung beteiligt war. Wie viele Beiträge eingereicht wurden, ist nicht bekannt.

## Teilnehmer

### Zurückkehrende Teilnehmer
| Interpret       | Vorheriges Teilnahmejahr |
| --------------- | --- |
| Anders Glenmark | 1973 (als Teil der Gruppe Glenmarks), 1974 (als Teil der Gruppe Glenmarks), 1975 (zusammen mit Hadar Kronberg), 1981, 1984 (zusammen mit Karin Glenmark) |
| Haikon Pedersen | 1988 |

## Finale

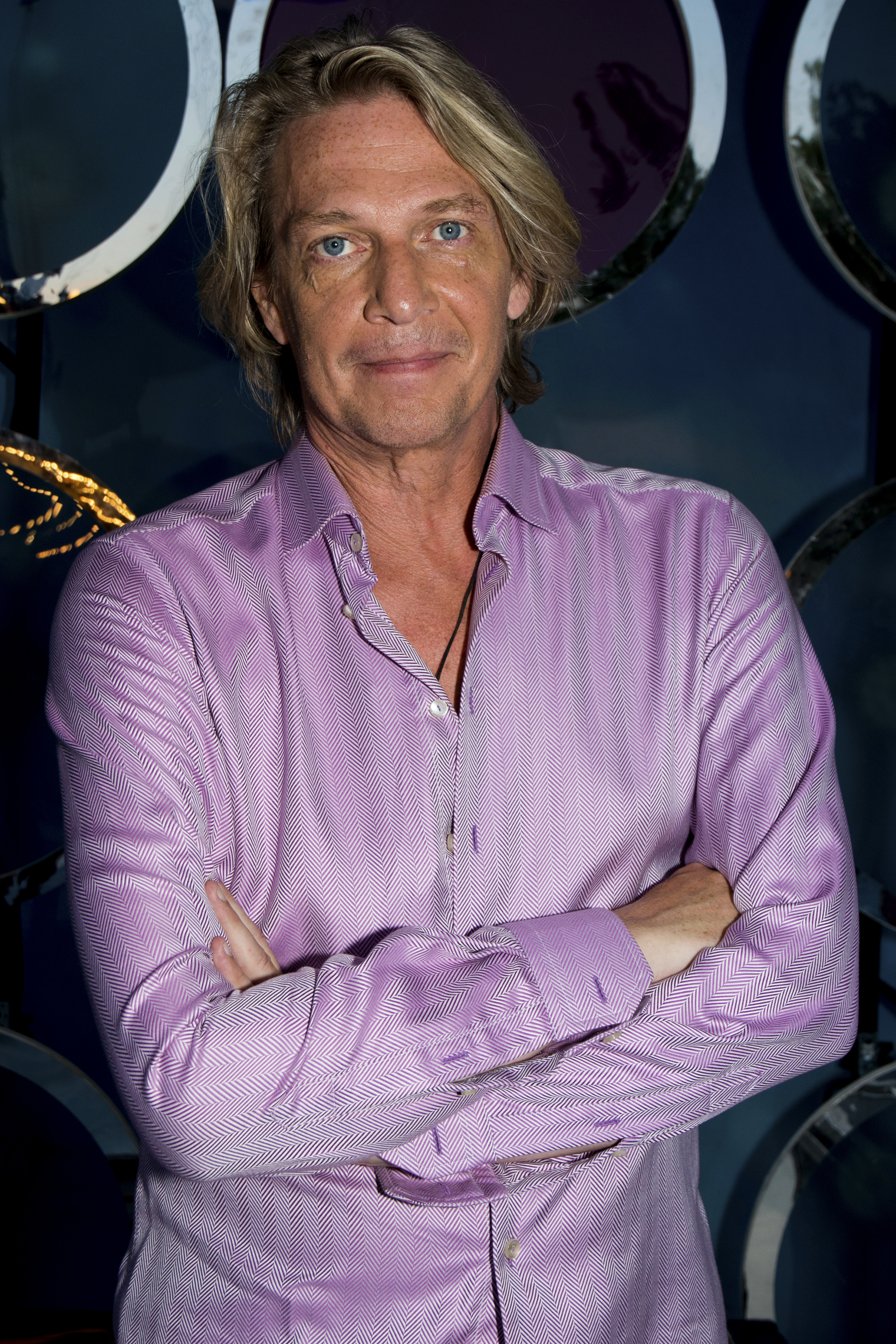
Der Gewinner Tommy Nilsson im Jahr 2013

Das Finale fand am 11. März 1989 um 21:05 Uhr (MEZ) in der neugebauten und im selben Jahr eröffneten Stockholm Globe Arena in Stockholm statt. Als Gastgeber fungierten Yvonne Ryding und John Chrispinsson.
| Platz | Startnr. | Interpret                        | Lied Musik (M) und Text (T)                                                         | Übersetzung (inoffiziell) | Luleå | Umeå | Sundsvall | Falun | Örebro | Karlstad | Göteborg | Malmö | Växjö | Norrköping | Stockholm | Gesamt |
| --- | -------- | -------------------------------- | ----------------------------------------------------------------------------------- | ------------------------- | ----- | ---- | --------- | ----- | ------ | -------- | -------- | ----- | ----- | ---------- | --------- | ------ |
| 01. | 06       | Tommy Nilsson                    | En dag M/T: Tim Norell, Ola Håkansson, T: Alexander Bard                            | Ein Tag                   | 12    | 8    | 12        | 12    | 7      | 10       | 10       | 12    | 8     | 12         | 10        | 113    |
| 02. | 05       | Eriksson-Glenmark                | Upp över mina öron M/T: Thomas Orup Eriksson, M: Anders Glenmark                    | Bis über meine Ohren      | 10    | 10   | 8         | 10    | 10     | 12       | 12       | 10    | 12    | 6          | 8         | 108    |
| 03. | 08       | Fingerprints                     | Mitt ibland änglar M: Anders Glenmark, T: Thomas Orup Eriksson                      | Unter Engeln              | 4     | 5    | 10        | 6     | 12     | 8        | 7        | 7     | 10    | 4          | 7         | 80     |
| 04. | 07       | Lisa Nilsson                     | Du (öppnar min värld) M: Bobby Ljunggren, Håkan Almqvist, T: Ingela "Pling" Forsman | Du (öffnest meine Welt)   | 8     | 7    | 7         | 4     | 4      | 6        | 3        | 8     | 7     | 8          | 12        | 74     |
| 05. | 01       | Lili & Susie                     | Okey okey M/T: Tim Norell, Ola Håkansson                                            | Okay okay                 | 5     | 6    | 6         | 7     | 8      | 5        | 8        | 5     | 6     | 5          | 6         | 67     |
| 05. | 09       | Haakon Pedersen & Elisabeth Berg | Nattens drottning M: Lasse Holm, T: Ingela "Pling" Forsman                          | Königin der Nacht         | 6     | 12   | 3         | 8     | 5      | 7        | 6        | 6     | 3     | 10         | 1         | 67     |
| 07. | 04       | Visitors & Sofia Källgren        | Världen är vår M/T: Göran Danielsson, Svante Persson                                | Die Welt ist unser        | 7     | 4    | 5         | 3     | 6      | 4        | 5        | 4     | 4     | 3          | 5         | 50     |
| 08. | 10       | Cajsa Bergström                  | Genom eld M/T: Ulf Söderberg                                                        | Durch Feuer               | 3     | 3    | 1         | 5     | 2      | 3        | 4        | 2     | 5     | 7          | 4         | 39     |
| 09. | 02       | Catrin Olsson                    | När stormen går M: Staffan Odenhall, T: Andreas Nilsson                             | Wenn der Sturm vorbei ist | 2     | 2    | 2         | 2     | 3      | 2        | 1        | 1     | 2     | 2          | 2         | 21     |
| 10. | 03       | True Blue                        | Jorden är din M: Lars Andersson, T: Tomas Ledin                                     | Die Erde gehört dir       | 1     | 1    | 4         | 1     | 1      | 1        | 2        | 3     | 1     | 1          | 3         | 19     |
| Jury-Punktesprecher |          |                                  |                                                                                     |                           |       |      |           |       |        |          |          |       |       |            |           |        |
| - Luleå – Harald Tirén - Umeå – Gunilla Eriksson - Sundsvall – Maritta Selin - Falun – Christina Wiklund - Örebro – Benny Lawin - Karlstad – Ulf Schenkmanis - Göteborg – Gösta Hanson - Malmö – Kåge Gimtell - Växjö – Gunilla Marcus-Luboff - Norrköping – Larz-Thure Ljungdahl - Stockholm – Arne Nilsson |          |                                  |                                                                                     |                           |       |      |           |       |        |          |          |       |       |            |           |        |